# Euglenozoa
Embranchement
Classes de rang inférieur
- Postgaardea
- Kinetoplastea
- Diplonemea
- Euglenoidea

Position phylogénétique
Eukaryota
- Excavata
  - c.n.n.
    - Malawimonadidea
    - Metamonada
      - Anaeromonada
        - Trimastigida
        - Oxymonadida

      - Trichozoa
        - Fornicata
        - Parabasalia

  - Discoba
    - Jakobea
    - Discicristata
      - Euglenozoa
      - Percolozoa

Les Euglénozoaires, Euglenozoa, sont un embranchement (ou un infra-règne) d'Eucaryotes unicellulaires flagellés si divers que ses composantes actuelles étaient autrefois classées dans trois embranchements différents d'unicellulaires. Si certains sont des parasites, pouvant infecter notamment les humains, la plupart sont des organismes libres assez communs. Beaucoup ont deux flagelles parallèles et sont hétérotrophes mais certains sont photosynthétiques, le chloroplaste résultant de l'endosymbiose secondaire d'une chlorophyte (algue verte).
La monophylie du groupe est établie à partir des études des ARNr 5S et 18S.

## Caractères propres au groupe
Ce taxon présente cependant des caractères qui lui sont propres :
- Les crêtes mitochondriales sont discoïdes.
- La membrane plasmique est sous-tendue par des feuillets de microtubules corticaux.

## Origine du plaste
Certaines espèces sont photosynthétiques et possèdent donc un chloroplaste. Celui-ci est pourvu de trois membranes indiquant qu'il est issu de l'endosymbiose, précisément de la myzocytose, d'une cellule eucaryote. Il s'agit en l'occurrence d'une chlorophyte. Ils mesurent généralement de 15 à 40 µm, parfois jusqu'à 500 µm.

## Écologie
Les euglénophytes nagent dans les eaux douces, généralement riches en matière organique.
Pour les euglénobiontes parasites, les kinétoplastidés, la transmission d'un hôte à un autre peut s'effectuer par l'intermédiaire d'insectes hématophages.
La nourriture transite par une sorte de bouche cellulaire appelée cytostome, avant la phagocytose et la digestion intracellulaire.
Les espèces photosynthétiques recherchent activement la lumière.

## Classification
- sous-embranchement des Saccostoma Cavalier-Smith, 1998 ou Kinetoplastida
  - Postgaardea Cavalier-Smith, 1998
    - Postgaardida

  - Kinetoplastea (Honigberg, 1963) L. Margulis, 1974
    - Ichthyobodida
    - Eubonida
    - Parabodonida
    - Neobodonida
    - Trypanosomatida
- sous-embranchement Plicostoma Patterson, 1988 ex Cavalier-Smith, 1998 ou Euglenophyta
  - Diplonemea Cavalier-Smith, 1993 ou Diplonemata
    - Diplonemidea

  - Euglenoidea Bütschli, 1884 ou Euglenophytina
    - Petalomonadophyceae
      - Petalomonadales

    - Rhabdomonadophyceae
      - Rhabdomonadales

    - Euglenophyceae
      - Heteronematales
      - Eutreptiales
      - Euglenamorphales
      - Ploeotiales
      - Euglenales

## À lire
Classification phylogénétique du vivant par Guillaume Lecointre et Hervé Le Guyader aux éditions Belin